# 神の存在証明
神の存在論証（かみのそんざいろんしょう、英: argument for the existence of God）とは、主として（少なくとも、西欧哲学でこの言葉を使うときは）、中世哲学における理性による、神の存在の根拠の提示の試行を意味する。中世以前では、神の存在は自明と考えられていたが、『神学大全』の著者トマス・アクィナスは、「神は、自然なる理性においても、その存在や超越的属性が論証可能な存在である」と主張した。このように神の存在を、理性や推論によって導出しようとする試みが、「神の存在論証」と呼ばれる。様々な思想家が、神の存在論証を試みてきた。

## 証明と論証の区別
証明（英: proof）と、議論または論証（英: argument）は区別される。
- 証明は妥当な議論（英: argument）に含まれるが、全ての議論が妥当であるとは限らない。
- 議論の中には、妥当なもの（例えば証明）もあれば、妥当でないもの（誤謬推論）もある。

この記事では、神の存在に関する論証（英: argument）について解説する。

## カントによる4分類
カントは神の存在論証を以下のように分類した。 
| 目的論的論証（自然神学的論証） | 世界が規則的かつ精巧なのは、神が世界を作ったからだ。                                |
| 本体論的論証（存在論的論証）   | 「存在する」という属性を最大限に持ったものが神だ。                                  |
| 宇宙論的論証                   | 因果律に従って原因の原因の原因の…と遡って行くと根因があるはず。この根因こそが神だ。 |
| 道徳論的論証                   | 「道徳に従うと幸福になる」と考えるには神の存在が必要だ。                            |

前3者は、カントが『純粋理性批判』の第三章「純粋理性の理想」において中世以来の神の存在論証に対する反論のために独自にまとめたものである。

### 目的論的論証
目的論的論証とは、例えば、「世界と自然の仕組みの精巧さや精妙さは、人間の思考力や技術を超えている」という考えを前提とし、「世界にこのような精巧な仕組みや因果が存在するのは、『人知を超越した者』の設計が前提になければ説明がつかない、つまり、神は存在する」という主張による議論である。これはカントにおいては自然神学的論証とも呼ばれる。

### 本体論的論証
アンセルムスやデカルトが、このような形の神の存在論証を試みたので有名である。この論証はいくつかのヴァリエーションを持つが、「存在する」という事態を属性として捉え、例えば次のような論理を展開する。
まず、「可能な存在者の中で最も偉大な存在者」を思惟することができる。ここで、「任意の属性Pを備えた存在者S」と、「Sとまったく同じだけの属性を備えているが（Sは備えていない）『実際に存在する』という属性を余計に備えている存在者S'」では、S'のほうが偉大である。よって「可能な存在者の中で最も偉大な存在者」は（最も偉大な存在者であるためには、論理的必然として）「実際に存在する」という属性を持っていなければならない。ゆえに「可能な存在者の中で最も偉大な存在者」は我々の思惟の中にあるだけでなく実際に存在する。ところで、可能な存在者の中で最も偉大な存在者とは神である。したがって、神は我々の思惟の中に存在するだけでなく実際に存在する。
この論証は一見して詭弁じみており、アンセルムスの同時代人ガウニロによっても批判されているが、中世哲学においては一般的な議論であった。

### 宇宙論的論証
プラトン（紀元前427-347）とアリストテレス（紀元前384-322）はともに第一原因論を唱えたが、それぞれに特筆すべき注意点があった。 プラトンは『法則』（第10巻）において、世界や宇宙におけるすべての運動は「伝達された運動」であるとした。そのためには、それを動かし、維持するための「自己起源の運動」が必要であるとした。また、『ティマイオス』では、宇宙の創造者として、最高の知恵と知性を備えた「デミウルゴス」が登場する。
アリストテレスは『物理学』と『形而上学』において第一原因の考え方に反対した。アリストテレスは、固定された星の圏を超えて生きていると信じていた天球のそれぞれを動かす複数の不動の運動体の考えを支持し、（永遠であると信じていた）宇宙の運動が無限の時間にわたって続いている理由を説明した。アリストテレスは、永遠ではない宇宙を主張する原子論者の主張には、原因のない第一原因（彼の用語では効率的第一原因）が必要であるとし、この考えは原子論者の推論の無意味な欠陥であると考えた。
3世紀のプラトン主義者であるプロティノスは、超越的な唯一の絶対者が、単にその存在の結果として宇宙を存在させたと説いた（creatio ex deo）。その弟子であるプロクルスは「唯一者は神である」と述べている。
宇宙論的論証はアリストテレスによって導入され、古代末期に初期キリスト教または新プラトン主義哲学に入りヨハネス・ピロポノスによって展開された「不動の動者」の概念に基づいている。エリウゲナ(c.810-877、カロリング朝ルネサンス)等のキリスト教神学者は新プラトン主義を論拠とした宇宙論的議論を伝統的に行ってきた。この概念は古典ギリシャ哲学の多くとともに、9世紀から12世紀のイスラム黄金時代に中世イスラムの伝統に取り入れられ、イスラム学者の手によって、直接的にはスンニ派伝統のイスラム神学者の手によって、最も明確に表現された。
中世スコラ哲学は、13世紀の「アリストテレス・ルネッサンス」の言葉で知られるように、スコラ哲学を介してアリストテレスの思想を受け入れて成立したが、トマス・アクィナスはアリストテレスやイブン・スィーナー（c.980-1037）を読んで見つけた議論を改良し、最も影響力のあるバージョンの宇宙論を形成した。

トマス・アクィナスは、アリストテレスの根本の原因者の概念を、キリスト教の神に当て嵌めて、この以下のように証明を行ったと主張した。
全ての事物や出来事には、必ず原因があり結果がある。宇宙には、運動している物体がある。物体が運動するには、何か原因がなければならない。原因となった出来事が存在して、初めてこの宇宙での物体の運動という出来事は説明される。そこで、原因となった出来事を考えると、この出来事にもまた原因がなければならない。こうして考えると、出来事の「原因」の序列は、より根本的な原因へと遡行して行くことになる。しかし、この過程は「無限」ではないはずである。宇宙には「始まり」があったのであれば、原因が無限に遡行するというのはおかしい。それ故、一切の運動には、原初の根因があるはずであり、出来事の因果は、この根因よりも先には遡らない。これこそ「神」であり、ゆえに宇宙に運動があり、出来事があるということは、その根因である神の存在を証明している。
このような論証を、「神の宇宙論的論証」と言う。

### 道徳論的論証
カントは理論理性によっては神の存在を証明することはいかなる方法でもできないと考えた。この点でまずデカルトやアクィナスの存在論証とは質を異にする。カントの論証の特質は、たとえ理論理性では神の存在の証明が不可能であるとはいえ、道徳的実践の見地からすると、実践理性の必然的な対象である最高善の実現のためにぜひとも神の実在が“要請”されねばならない、とした点にある（『実践理性批判』）。
カントによれば、道徳法則に従うことが善である。道徳法則に従った行為をなしうる有徳な人間は最上の善をもつ。しかし、有徳であるだけでは善は完全でなく、善がより完全であるには有徳さに比例して幸福が配分されねばならない。徳とそれに伴う幸福との両立が完全な善としての最高善である。しかし、まずもって不完全である人間が最高善を実現するためには無限な時間が必要である。永遠に道徳性を開発せねばならないことから、魂の不死が要請される。また、この徳と幸福の比例関係は神によって保証されねばならない。そのため神の存在は道徳的実践的見地から要請されねばならない、とした。したがって厳密に言えばカントは神の現実存在を決して証明したわけではない。この要請論をヘーゲルが「ずらかし」として批判したのは有名である（『精神現象学』）。

## 様々な存在論証の試み
4種類の存在論証は、基本的なパターン分類であり、一人の思想家・哲学者の神の存在論証において、これらのパターンの一部が使用されたり、また複合形で論証が試みられたりする例もある。
近世以降にも神の存在論証はあるが、それぞれの思想家で、何を強調するかのバリエーションであるとも言える。「神の不在論証」の問題と共に、人間の思想の歴史を通じて、世界の根源、存在の根拠、人間の存在意味などを問いかけるとき、神の存在と不在の議論がそこには恒に伏在しているとも言える。
例えば、スピノザは神とは「自然」であるとし、自然の存在は自明であり、そうとすれば神の存在も自明となると主張した。精神（思惟実体）と物質（延長実体）の二実体論を提示したデカルトの思想では、精神と物体が調和している根拠が不明であるにもかかわらず、現に精神と物体の調和性が存在することは、両者の仲介者としての「神の存在」の証明であると主張した。

### キルヒャーによる神の存在論証
以下はしばしばニュートンの逸話として語られている神の存在論証であるが、このやり取りに触れた最も古い資料は1800年代初めのものであり、それによればニュートンではなく、ドイツの学者アタナシウス・キルヒャーの逸話とされている。
彼は太陽系の模型を上手な機械工に作らせた。その太陽系模型は、惑星を表す球体が実物そっくりに連動しながら軌道上を回るように作られていた。 
ある日、1人の無神論者の友人が彼を訪ねた。友人は模型を見るとすぐにそれを操作し、その動きの見事さに感嘆の声を上げた、「誰が作ったのかね?」。彼は答えた。「誰が作ったのでもないさ!」無神論者は言い返した。「君はきっと、私のことを愚か者だと考えているのだろう。もちろん、誰かが作ったのに違いないが、その人は天才だな。」彼はその友人に言った。「これは、君もその法則を知っている、遥かに壮大な体系のごく単純な模型に過ぎないものだ。私はこの単なるおもちゃが設計者や製作者なしに存在することを君に納得させることができない。それなのに、君は、この模型の原型である偉大な体系が設計者も製作者もなしに存在するようになったと信じている、と言うのだ!」その友人は神の存在を認めるようになった。